# Centrum voor Bio-ethiek en Gezondheidsrecht
Het Centrum voor Bio-ethiek en Gezondheidsrecht werd in 1988 aan de Universiteit Utrecht opgericht door de hoogleraren Egbert Schroten en Robert Heeger, werkzaam bij de toenmalige faculteiten Theologie en Filosofie. Met een aantal jonge ethici verwierf het centrum al snel een naam in de medische ethiek maar ook in ethische thema's rond zorg voor dieren. Er werd onderzoek gedaan in opdracht van onder meer de Gezondheidsraad, de Nationale Raad voor de Volksgezondheid en ministeries van Landbouw en Visserij en van Volksgezondheid, Welzijn en Sport. Gedurende een aantal jaren verzorgde het Centrum het secretariaat van de Commissie Biotechnologie bij Dieren. Ook werd veel onderwijs verzorgd, zowel binnen als buiten de universiteit. In 2003 ging het Centrum voor Bio-ethiek op in het Ethiek Instituut van de Universiteit Utrecht, waardoor het een reguliere vakgroep werd in de Faculteit Geesteswetenschappen.
- Gemeinsame Normdatei: 5179401-9
- International Standard Name Identifier: 0000 0001 0725 7106
- Library of Congress Control Number: n93022794
- Virtual International Authority File: 146728725